# Доіндоєвропейський субстрат
Доіндоєвропейський субстрат — мови, що існували на території Європи, Ірану та Індостану до приходу туди носіїв індоєвропейських мов. Від доіндоєвропейського періоду залишилися нечисленні пам'ятники. Про наявність субстрату, крім них, дозволяють судити гідроніми, топоніми й слова індоєвропейських мов з неясною етимологією, а також згадування в античних чи давньоіндійських джерелах ймовірно неіндоевропейських народів.
Найдавніші тексти індоєвропейськими мовами є хетськими та датуються XIX століттям до нашої ери в Кюльтепе (сучасна східна Туреччина), і хоча оцінки сильно різняться, вважається, що розмовні індоєвропейські мови розвинулися не пізніше III тисячоліття до нашої ери (див. гіпотези протоіндоєвропейської прабатьківщини). 
Таким чином, доіндоєвропейські мови мали розвиватися раніше або, в деяких випадках, разом з індоєвропейськими мовами, які зрештою витіснили майже всі з них. 

Кілька доіндоєвропейських мов досі існують: у Європі баскська мова, має менше мільйона носіїв мови, але дравідські мови залишаються дуже поширеними на Індійському субконтиненті, маючи понад 200 мільйонів носіїв мови (чотири основні мови — телугу, тамільська, каннада та малаялам), а також брагуї, ареал якої простягається до сучасного Ірану. 
На Кавказі досі збереглися північно-західні та північно-східнокавказькі мови та картвельські мови. 
Деякі доіндоєвропейські мови засвідчені лише як лінгвістичні субстрати в індоєвропейських мовах або в топонімах. 
У більшій частині Західної Азії (включаючи Іран та Анатолію) доіндоєвропейські, хурритські/кавказькі, семітські мови, дравідські та мовні ізоляти збереглися до наших днів, хоча еламська була повністю витіснена.
Марія Гімбутас, одна з найбільших фігур індоєвропеїстики, по відношенню до ймовірно доіндоєвропейського періоду історії Європи використовувала термін «Стара Європа».
Наразі найбільша група дослідників доіндоєвропейського субстрату є в Лейденському університеті (Р. Беекес, Ж. ван Дрім, П. Схрейвер тощо), а також у Німеччині (Роберт Майлхаммер), у Франції (Арно Фурне) тощо. У Росії дослідженням проблемами субстрату раніше займалися В. П. Нерознак, Л. О. Гіндин, В. Л. Цимбурський, В. М. Сергеєв, А. А. Молчанов, С. О. Яцемирський, зараз — Т. А. Михайлова, тощо.
В Україні вивченням субстрату займається Ю. Л. Мосенкіс.

## Європа
- Догрецький субстрат:
  - Народи моря
  - Пеласгська мова — можливо, індоєвропейська
  - Етеокритська мова
  - Етеокіпрська мова
- Догерманський субстрат
- Докельтський субстрат
  - Докельтський острівний субстрат
    - Догойдельський субстрат
    - Піктська мова — можливо, індоєвропейська

  - Докельтський континентальний субстрат
- Тирренські мови:
  - Етруська мова
  - Ретська мова
- Інші докласичні мови Італії:
  - Лігурійський субстрат — можливо, індоєвропейський
  - Протосардська мова (див. нураг)
  - Північнопіценська мова
  - Сіканська мова (див. сікани)
  - Елімська мова (див. еліми)
- Палеоіспанські мови
  - Іберська мова
  - Тартессійська мова
  - Аквітанська мова

## Азія
- Хеттська мова
- Хурито-урартські мови
- Еламська мова
- Каскейська мова
- Кассітська мова
- Кутійська мова
- Доарійський субстрат:
  - Доведичний субстрат
    - Бактро-маргіанська мова (гіпотетична)
    - Писемність долини Інду

  - Веддський субстрат в сингальській мові
    - Ведда (мова)

  - Ніхалі, кусунда

### Археологія і культура
- Гимбутас М. Цивилизация Великой Богини. М. 2005.
- Anthony, David with Jennifer Y. Chi (eds., 2009). The Lost World of Old Europe: The Danube Valley, 5000-3500 BC.
- Bogucki, Peter I. and Pam J. Crabtree (eds. 2004). Ancient Europe 8000 BC--1000 AD: An Encyclopedia of the Barbarian World. New York: Charles Scribner's Sons.
- Gimbutas, Marija (1973). Old Europe c. 7000-3500 B.C.: the earliest European civilization before the infiltration of the Indo-European peoples. The Journal of Indo-European Studies 1/1-2. 1-20.
- Tilley, Christopher (1996). An Ethnography of the Neolithic. Early Prehistoric Societies in Southern Scandinavia. Cambridge University Press.

### Мовні реконструкції
- Bammesberger, Alfred and Theo Vennemann (eds., 2003). Languages in Prehistoric Europe. Heidelberg: Carl Winter.
- Blench, Roger and Matthew Spriggs (eds. 1). Archaeology and Language. Vol. I. Theoretical and Methodological Orientations.
- Dolukhanov, Pavel M. (2003) Archaeology and Languages in Prehistoric Northern Eurasia // Japan Review, 15:175-186.
- Gimbutas, Marija (1989). The Language of the Goddess
- Greppin, John and T.L.Markey (eds., 1990). When Worlds Collide: The Indo-Europeans and the Pre-Indo-Europeans, Ann Arbor.
- Lehmann, Winfred P. Pre-Indo-European. Washington, DC: Institute for the Study of Man. 2002. ISBN 0-941694-82-8.
- Mailhammer, Robert (2010). Diversity vs. Uniformity. Europe before the Arrival of Indo-European Languages.[недоступне посилання з квітня 2019] // to appear in: Mailhammer, Robert and Theo Vennemann. Linguistic Roots of Europe. Copenhagen: Museum Tusculanum Press.
- Pre-Indo-European // Encyclopedia of the Languages of Europe. Edited by: Glanville Price. 2000. eISBN 978-0-631-22039-8.
- Vennemann, Theo. Languages in Prehistoric Europe north of the Alps. [Архівовано 19 травня 2011 у Wayback Machine.]
- Vennemann, Theo (2008). Linguistic reconstruction in the context of European prehistory. Transactions of the Philological Society. Volume 92, Issue 2, pages 215—284, November 1994
- Woodard, Roger D. (ed., 2008) Ancient Languages of Asia Minor. Cambridge University Press.
- Woodard, Roger D. (2008) Ancient Languages of Europe. Cambridge University Press.